# Habrotrocha brocklehursti
Habrotrocha brocklehursti är en hjuldjursart som beskrevs av Murray 1911. Habrotrocha brocklehursti ingår i släktet Habrotrocha och familjen Habrotrochidae. Arten är reproducerande i Sverige. Inga underarter finns listade i Catalogue of Life.